# 올림픽 마셜 제도 선수단

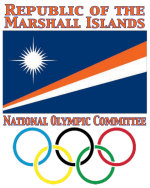

올림픽 마셜 제도 선수단은 마셜 제도 대표로 올림픽에 참가하는 선수단이다. 마셜 제도는 4차례 하계 올림피아드에 참가했다. 아직 동계 올림픽에 출전한 적은 없다. 마셜 제도 올림픽 데뷔는 중국 베이징에서 열린 2008년 하계 올림픽이었다. 하계 올림픽에 참가하는 마셜 제도 선수의 최대 수는 2008년 베이징 올림픽의 5명이다. 마셜 제도 출신의 어떤 선수도 올림픽에서 메달을 획득한 적이 없다.

## 같이 보기
- 하계 올림픽 참가국 목록
- 동계 올림픽 참가국 목록